# Thoissey
Thoissey es una comuna francesa situada en el departamento de Ain, de la región de Auvernia-Ródano-Alpes.

## Geografía
Forma una aglomeración urbana con Saint-Didier-sur-Chalaronne.

## Demografía
| 1 012 | 1 038 | 1 210 | 1 445 | 1 454 | 1 481 | 1 306 | 1 358 | 1 427 | 1 630 | 1 741 |
| Para los censos de 1962 a 1999 la población legal corresponde a la población sin duplicidades (Fuente: INSEE [Consultar]) |       |       |       |       |       |       |       |       |       |       |

## Lugares y monumentos
- Canal des Échudes (siglo XV), de 5,5 km de longitud.
- Farmacia del hospital (siglo XVIII).
- Iglesia (siglo XIX).
- Lavadero (siglo XIX).